# Jeruzsálemi latin patriarkátus
A Jeruzsálemi latin patriarchátus (latinul: Patriarchatus Latinus Hierosolymitanus, héberül: הפטריארכיה בירושלים, arabul: بطريركية القدس) a latin rítusú katolikus egyház jeruzsálemi székhelyű főegyházmegyéje. Izrael, a Palesztin Hatóság, Jordánia és Ciprus területét foglalja magába.
A pátriárka 2020. október 24-től Pierbattista Pizzaballa OFM.

## Terület
A patriarchátus jelenleg négy állam területét foglalja magába; ezek: Izrael, Palesztin Hatóság, Jordánia és Ciprus.

### Szomszédos egyházmegyék
- Anatóliai apostoli vikariátus (észak)
- Bejrúti apostoli vikariátus (észak)
- Bagdadi latin főegyházmegye (kelet)
- Észak-arábiai apostoli vikariátus (délkelet)

## Történelem
A Jeruzsálemi latin patriarchátust a nagy egyházszakadás és az első keresztes háború után, 1099-ben alapították. A keresztesek felfogása szerint nem volt Jeruzsálemben lakó pátriárka, amikor bejutottak a városba (a görög pátriárkát szakadárnak tekintették), ezért kineveztek egy latin pátriárkát, hogy kormányozza a keresztényeket.

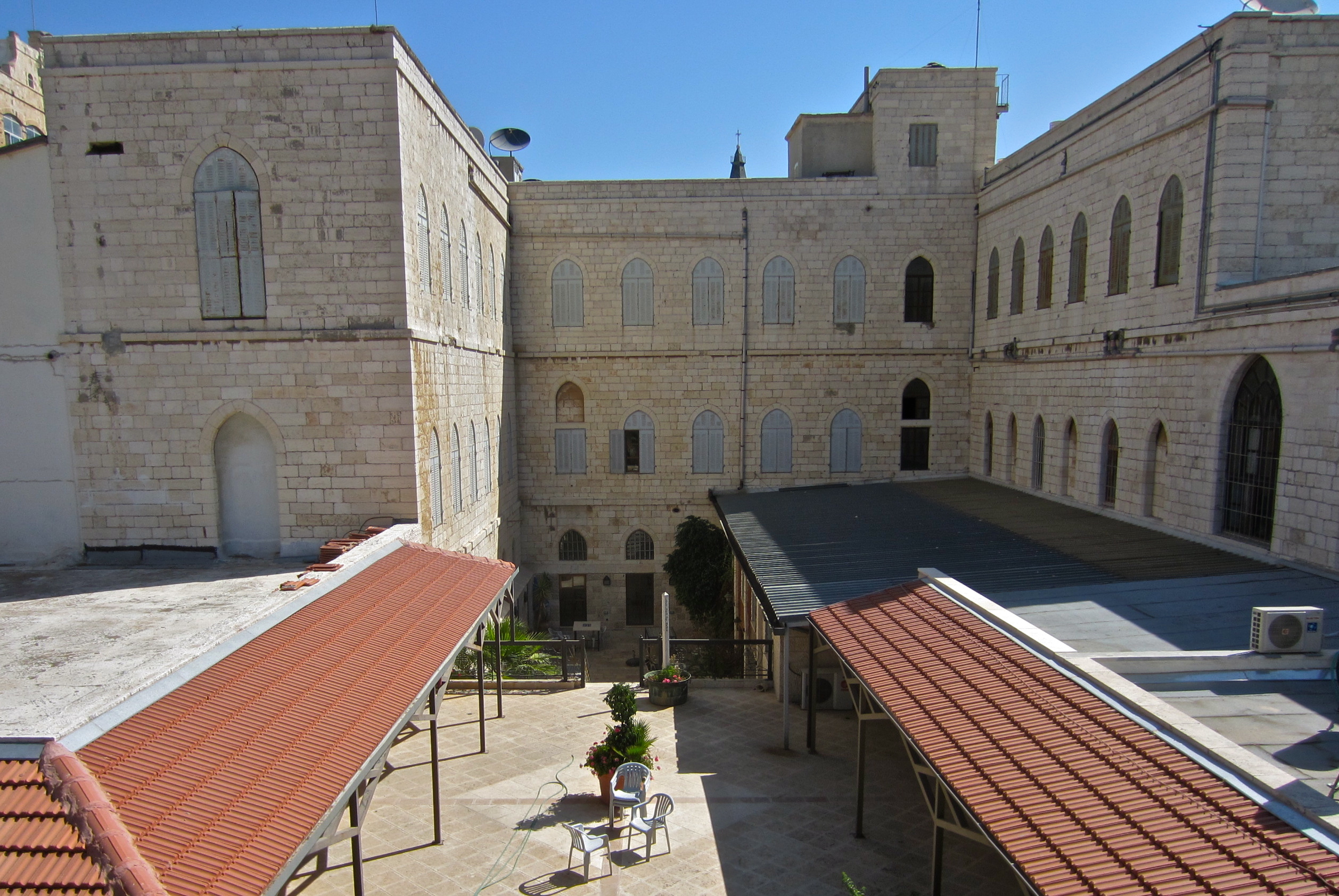
A latin patriarchátus 19. században épült székhelye Jeruzsálem óvárosában

Amikor Jeruzsálemet Szaladin 1187-ben elfoglalta, a patriarchátus székhelye Tírusz, majd Akko városába került. 1261-ben egyesítették az Akkói püspökséggel. Akko 1291-es elestét követően Ciprusra, végül pedig Rómába kellett áthelyezni, ezzel címzetes patriarchátussá vált. A keresztesek elvonulását követően csak a karmeliták és a ferencesek maradtak Jeruzsálemben, mint a Szent Sír őrei. VI. Kelemen pápa 1342-ben a ferenceseket nevezte ki a Szentföld szent helyeinek őreivé, akik felállították a Szentföldi Ferences Kusztódiát. A kusztosz egyben pápai vikárius és delegátus volt.
Több mint hat évszázad után, 1847-ben állította helyre IX. Piusz pápa a jeruzsálemi székhelyű patriarchátust. Első helyben lakó pátriárkája Giuseppe Valerga lett. Az ő feladata lett a Jeruzsálemi Szent Sír Lovagrend újjászervezése is, hogy világszerte támogassa az új egyházmegye működését. Ezt követően számos további szerzetesrend tért vissza vagy telepedett le a Szentföldön.
A jeruzsálemi pátriárkák és a keresztény közösségek vezetői 1994-ben közös memorandumot adtak ki Jeruzsálem jelentőségéről a keresztények számára, valamint az ezekre alapozott jogos követeléseikről (úgy mint: szabadság a szent helyek megközelítésében és az istentiszteletben, zarándoklatok lehetősége) és a város különleges státuszára irányuló javaslatról.

## Szervezet

### Az egyházmegyében szolgálatot teljesítő püspökök
| Fénykép | Név, beosztás                                     | Születési helye, ideje                         | Kinevezés dátuma                                                                   |
| ------- | ------------------------------------------------- | ---------------------------------------------- | ---------------------------------------------------------------------------------- |
|         | Pierbattista Pizzaballa OFM jeruzsálemi pátriárka | Cologno al Serio, 1965. április 21. (60 éves)  | apostoli adminisztrátor: 2016. június 24. jeruzsálemi pátriárka: 2020. október 24. |
|         | Giacinto-Boulos Marcuzzo segédpüspök              | San Polo di Piave, 1945. április 24. (80 éves) | 1993. április 29.                                                                  |
|         | William Hanna Shomali segédpüspök                 | Beit Sahour, 1950. május 15. (74 éves)         | 2010. március 31.                                                                  |

#### Nyugalmazott püspökök
| Fénykép | Név, beosztás                                                  | Születési helye, ideje                | Kinevezés dátuma |
| ------- | -------------------------------------------------------------- | ------------------------------------- | --- |
|         | Michel Sabbah nyugalmazott jeruzsálemi latin pátriárka         | Názáret, 1933. március 19. (92 éves)  | Jeruzsálemi latin pátriárka: 1987. december 11. Nyugállományban: 2008. június 21.                                                                                  |
|         | Fouad Boutros Twal nyugalmazott jeruzsálemi latin pátriárka    | Madaba, 1940. október 23. (84 éves)   | Tuniszi prelátus: 1992. május 30. Jeruzsálemi koadjutor érsek: 2005. szeptember 8. Jeruzsálemi latin pátriárka: 2008. június 21. Nyugállományban: 2016. június 24. |
|         | Kamal Hanna Bathish nyugalmazott jeruzsálemi segédpüspök       | Názáret, 1931. december 6. (93 éves)  | jeruzsálemi segédpüspök: 1993. április 29. Nyugállományban: 2007. június 9.                                                                                        |
|         | Maroun Elias Nimeh Lahham nyugalmazott jeruzsálemi segédpüspök | Irbed, 1948. július 20. (76 éves)     | Tuniszi püspök: 2005. szeptember 8. Tuniszi érsek: 2010. május 22. jeruzsálemi segédpüspök: 2012. január 19. Nyugállományban: 2017. február 4.                     |
|         | Salim Sayegh nyugalmazott jeruzsálemi segédpüspök              | Rumaimin, 1935. március 15. (90 éves) | jeruzsálemi segédpüspök: 1981. november 26. Nyugállományban: 2012. január 19.                                                                                      |

### Szerzetesrendek
A legjelentősebb továbbra is a ferences rend Szentföldi Kusztódiája. A patriarchátus területén ezen kívül további harmincegy férfi és hetvenkét női szerzetesrend működik, különféle szolgálatokat – szent helyek gondozását, zarándokok fogadását, bibliai tanulmányokat, lelkipásztori és szociális munkát – végezve.